# Бинг, Патти, 2-й виконт Торрингтон
Капитан Патти Бинг, 2-й виконт Торрингтон (англ. Pattee Byng, 2nd Viscount Torrington; 25 мая 1699 — 23 января 1747) — британский офицер и политик.
Титулы: 2-й виконт Торрингтон из графство Девон (Пэрство Великобритании), 2-й барон Бинг из Саутхилла в графстве Бедфордшир (Пэрство Великобритании) и 2-й баронет Бинг из Ротема в графстве Кент (Пэрство Великобритании).

## Жизнь и карьера
Родился 25 мая 1699 года в Ротеме, графство Кент. Старший сын Джорджа Бинга, 1-го виконта Торрингтона (1663—1733), и его жены Маргарет Мастер (1669—1756), дочери Джеймса Мастера и Джойс Тернор.
Патти Бинг поступил на службу в британскую армию в качестве корнета в Королевской конной гвардии в 1712 году и позже был капитаном с 1715 по 1718 год. Он ушел из армии после того, как его отец получил титул виконта Торрингтона.
Патти Бинг заседал в Палате общин Великобритании от Плимута в 1721—1727 годах и Бедфордшира в 1727—1733 годах.
В 1724—1734 годах — казначей военно-морского флота. В 1732 году Патти Бинг был назначен членом Тайного совета Великобритании и комиссаром гринвичской больницы. Ему пришлось освободить свое место в Палате общин в 1733 году, когда он унаследовал титул виконта Торрингтона после смерти своего отца.
В 1734 году, заняв свое место в Палате лордов, Патти Бинг получил должность вице-казначея и генерального казначея Ирландии, а к 1746 году он стал капитаном йоменской гвардии. Он служил на обеих должностях до своей смерти.

## Брак и дети
11 июня 1724 года Патти Бинг женился на леди Шарлотте Монтегю (1705 — 17 февраля 1759), четвертой дочери Чарльза Монтегю, 1-го герцога Манчестера, от его жены, достопочтенной Доддингтон Гревилл. От своей жены, которая позже стала фрейлиной Августы, принцессы Уэльской, у него было двое сыновей, которые оба умерли в младенчестве и раньше его:
- Джордж Бинг (1728 — 15 мая 1730), умер в младенчестве.
- Фредерик Бинг (9 декабря 1735 — 10 января 1736), умер в младенчестве.

В 1727 году его отец передал ему семейное поместье в Саутхилл-Парке, Бедфордшир.

## Смерть и погребение
Патти Бинг скончался 23 января 1747 года и был похоронен в склепе Бингов в церкви Всех Святых в Саутхилле, Бедфордшир. Поскольку он умер, не оставив потомков, титул перешел к его младшему брату Джорджу Бингу, 3-му виконту Торрингтону.